# تشريعات الانتحار
كان الانتحار يعد جريمة في بعض أنحاء العالم. مع ذلك، حصل عدم تجريم للانتحارات الفردية في المجتمعات الغربية، على الرغم من أن الفعل كان لا يزال منددا به ومشجوبا وغير مشجع على فعله.

## روابط خارجية
- Large Europe majorities for assisted suicide: survey